# Zorko Simčič
Zorko Simčič, slovenski pesnik, pisatelj, dramatik, publicist in esejist, * 19. november 1921, Maribor.
Po 2. svetovni vojni je kot emigrant (po preselitvi 1948) deloval v Argentini pri Slovenski kulturni akciji (SKA), kjer je prevzel mesto vodje literarnega odseka te organizacije in bil sourednik revije Meddobje (1954-67). Po osamosvojitvi Slovenije se je vrnil v domovino. Leta 2005 je bil izvoljen za izrednega člana, 2011 je postal redni član SAZU. Njegov roman Človek na obeh straneh stene velja za eno pomembnejših del slovenske povojne proze in največji roman slovenskega zdomstva.
Leta 2019 je pri Beletrini izšla obsežna knjiga intervjujev, ki jih je z njim naredil France Pibernik z naslovom Dohojene stopinje. 

## Delo
| Naslov                                                           | Leto | Literarna vrsta                    |
| ---------------------------------------------------------------- | ---- | ---------------------------------- |
| Prebujenje                                                       | 1943 | roman                              |
| Tragedija stoletja                                               | 1944 | izbor satir in humoresk            |
| Človek na obeh straneh stene                                     | 1957 | roman                              |
| Korenine večnosti                                                | 1974 | pesniška zbirka                    |
| Srečanja z Majcnom: Buenos Aires - Maribor 1961-1970             | 2000 | korespondenca, biografika          |
| Srček, ki podi telešček                                          | 2004 | zbirka otroških pesmi              |
| Rimske zgodbe                                                    | 2006 | zbirka črtic                       |
| Črni tekač                                                       | 2006 | izbor proze in esejistike          |
| Skozi razpetosti                                                 | 2006 | izbor proze in esejistike          |
| Ob žerjavici in ognju                                            | 2006 | izbor govorov in intervjujev       |
| Poslednji deseti bratje                                          | 2012 | Roman                              |
| Tako dolgi mesec avgust                                          | 2016 | drama v dveh dejanjih              |
| Dohojene stopinje                                                | 2019 | serija intervjujev s F. Pibernikom |
| Krst pri Savici; Leta nič, en dan potem; radijska igra Rondo ... |      | različna dramska dela              |

## Seznam nagrad
| Nagrada                                                          | Leto | Delo                                    |
| ---------------------------------------------------------------- | ---- | --------------------------------------- |
| Literarna nagrada mesta Ljubljane                                | 1944 | Prebujenje                              |
| Literarna nagrada Slovenske kulturne akcije                      | 1955 | Človek na obeh straneh stene            |
| slovensko-kanadska kulturna nagrada                              | 1991 | Človek na obeh straneh stene            |
| tržaška nagrada Vstajenje                                        | 1991 | Trije muzikantje ali Povratek Lepe Vide |
| Nagrada Prešernovega sklada                                      | 1993 | Človek na obeh straneh stene            |
| Glazerjeva listina                                               | 1997 |                                         |
| Prešernova nagrada za življenjsko delo in bogat ustvarjalni opus | 2013 |                                         |
| Srebrni red za zasluge Republike Slovenije                       | 2021 |                                         |